# Hesson
Beato Esso, o Hesson (... – 1133), è stato un religioso tedesco.
Benedettino dell'abbazia di Hirsau in Baviera sotto il beato Guglielmo, nel 1085 fu inviato come primo abate nella nuova abbazia di Beinwil (diocesi di Basilea). È stato dichiarato beato dalla Chiesa cattolica.
La sua memoria liturgica cade il 27 dicembre.